# Krassimir Vulchev
Krassimir Vulchev (en bulgare : Красимир Вълчев), né le 9 juin 1975, est un homme politique bulgare.

## Biographie
Vulchev travaille de 2002 à 2009 au sein du ministère des Finances bulgare ; il devient ensuite secrétaire général du ministère de l’Éducation et de la Science, puis ministre de l'Éducation et de la Science dans le gouvernement Borisov III formé le 4 mai 2017.